# Новая Зеландия во Второй мировой войне
Новая Зеландия вступила во Вторую мировую войну одновременно с Великобританией — в 9.30 утра 3 сентября 1939 года. Новая Зеландия предоставила персонал для КВВС и КВМФ, новозеландское правительство предоставило в распоряжение Британского Адмиралтейства Королевский военно-морской флот Новой Зеландии, а Королевским ВВС передало 30 бомбардировщиков «Vickers Wellington», ожидавших в Великобритании отправки в Новую Зеландию. Новозеландская армия сформировала 2-е Новозеландские экспедиционные силы.
В целом, около 140 тысяч новозеландцев вносило свой вклад в победу, находясь в других странах, и около 100 тысяч было вооружено для несения службы дома в качестве территориального ополчения. На пике своей военной активности в июле 1942 года в Новой Зеландии (без учёта территориального ополчения) под ружьё было поставлено 154 549 мужчин и женщин, а к концу войны на службе находилось 194 тысячи мужчин и 10 тысяч женщин. Во время войны погибло 11 928 новозеландцев (0,73 % от населения 1939 года).
2-е новозеландские экспедиционные силы под командованием Бернарда Фрейберга сражались в Греции, на Крите, в Северной Африке, Италии и Югославии. Основной их ударной силой была 2-я новозеландская дивизия, которой командовал также Бернард Фрейберг.

## Сухопутные войска

### Битва за Грецию
Новозеландские экспедиционные силы были отправлены в Египет тремя эшелонами, первый из которых прибыл на место в феврале 1940 года, однако второй, в связи с нападением Германии на Францию и вступлением в войну Италии, был перенаправлен в Великобританию, куда прибыл в июне 1940 года; в Египет к остальной дивизии он прибыл лишь весной 1941 года (третий эшелон достиг Египта в сентябре 1940 года). В связи с тем, что Греции, выигрывавшей итало-греческую войну, угрожало вторжение Германии, новозеландские части были переброшены из Египта в Грецию, где наряду с другими войсками Содружества поступили под командование генерала Вильсона. Когда 9 апреля 1941 года греческая армия капитулировала, 40-тысячный контингент войск Содружества начал эвакуацию из Греции на Крит и в Египет; последние новозеландцы покинули Грецию 29 апреля. В ходе короткой греческой кампании новозеландские войска потеряли 291 человек убитыми, 1826 пленными и 387 серьёзно ранеными.

### Крит

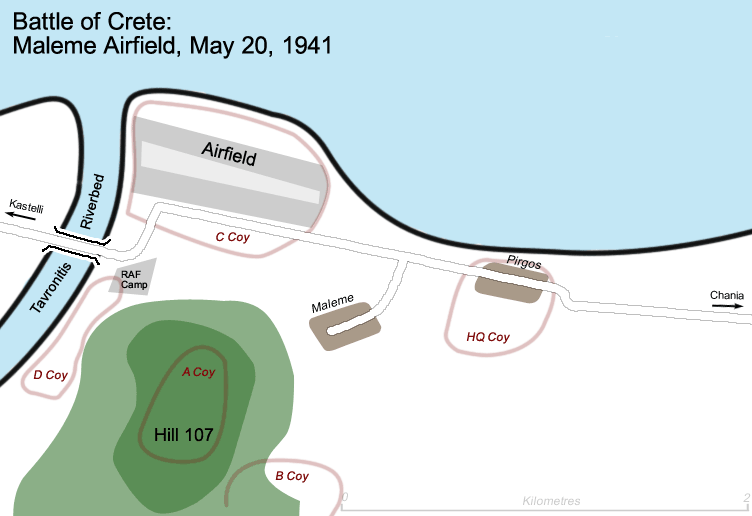
Сражение за аэропорт Малеме

Основная часть 2-й новозеландской дивизии (две бригады из трёх) была эвакуирована из Греции на остров Крит, который Союзники намеревались удерживать, опираясь на британское господство на море, несмотря на капитуляцию материковой Греции. С прибытием новозеландцев число солдат Содружества на Крите возросло до 34 тысяч (из которых 25 тысяч составляли эвакуированные из Греции), кроме того на острове присутствовало 9 тысяч греческих солдат. С 30 апреля генерал Фрейберг вступил в командование всеми союзными силами на Крите. Получив от разведки информацию о готовящемся германском вторжении, Фрейберг принялся планировать оборону острова в условиях, когда войска были вооружены практически лишь одним стрелковым оружием (почти всё тяжёлое вооружение осталось в Греции).
Основная часть новозеландских солдат была размещена в северо-западной части острова. Когда 20 мая 1941 года германские войска начали операцию «Меркурий», то новозеландский 22 батальон, находившийся в районе аэродрома Малеме подвергся удару парашютистов одним из первых. Новозеландцы сумели удержаться, а в 5 часов утра 21 мая даже попытались организовать контратаку, используя два имевшихся танка «Матильда», но атака не удалась, и к полудню 21 мая новозеландцам пришлось оставить аэродром, на который тут же начали садиться «Юнкерсы» с немецкими подкреплениями. Новозеландские части отступили на восток, и были эвакуированы с Крита в Египет вместе с прочими войсками Союзников.

### Северная Африка
Отдельные новозеландские подразделения транспорта и связи принимали участие в британской операции «Компас» в декабре 1940 года, однако полноценное участие в войне в Северной Африке новозеландская 2-я дивизия стала принимать лишь с ноября 1941 года.
После эвакуации с Крита новозеландские войска разместились в Маади, где дождались подкреплений с родины, восстановивших их боевую мощь, и завершили тренировки, прерванные боевыми действиями в Греции. 18 ноября 1941 года началась операция «Крусейдер», в которой новозеландская дивизия приняла участие в составе британской 8-й армии. Новозеландцы были среди тех, кто снял осаду Тобрука. После завершения «Крусейдера» в феврале 1942 года новозеландское правительство настояло, чтобы новозеландская 2-я дивизия была отведена в Сирию для отдыха и пополнения (потери новозеландцев в «Крусейдере» составили 879 убитыми и 1700 ранеными — самые крупные потери дивизии за всю Вторую мировую войну).
Оккупационная служба в Сирии завершилась 14 июня 1942 года, когда Роммель прорвал позиции Союзников и устремился на восток. Спешно переброшенные на фронт новозеландцы попали в окружение, но сумели без потерь пробиться к своим, и приняли участие в обороне Эль-Аламейна, нанеся решающий фланговый удар, остановивший немецко-итальянское наступление.
В ноябре 1942 года во время наступления под Эль-Аламейном новозеландцы участвовали как в отвлекающей операции «Лайтфут», так и в основной операции «Суперчадж». Далее новозеландцы в составе британской 8-й армии преследовали немецко-итальянские части вплоть до Туниса и приняли участие в Тунисской кампании. После капитуляции нацистских войск в Африке 13 мая 1943 года новозеландская дивизия была возвращена в Египет и с 1 июня вновь находилась в Маади и Хелуане, в готовности к использованию на Европейском театре военных действий. К этому времени общие потери новозеландцев (с ноября 1941) составили 2989 убитыми, 7 тысяч ранеными и 4041 пленными.

### Италия
В октябре-ноябре 1943 года новозеландские части сосредоточились в итальянском городе Бари и, форсировав реку Сангро, устремились к «линии Густав». 2 декабря им удалось взять Кастель-Френтано, но затем они были остановлены под Орсоньей, и линия фронта стабилизировалась. Весной 1944 года новозеландские части были переброшены с восточного побережья Италии на западное, и приняли участие в битве при Монте-Кассино. 16 июля они взяли Ареццо, 4 августа достигли Флоренции, к концу октября дошли до реки Савьо, 14 декабря взяли Фаэнцу. 8 апреля 1945 года, форсировав реку Сеньо, новозеландские части начали финальное наступление, и в День АНЗАК вышли к реке По. 28 апреля была взята Падуя, 1 мая новозеландцы пересекли реку Изонцо, и 2 мая, в день капитуляции германских войск в Италии, достигли Триеста.

### Тихий океан

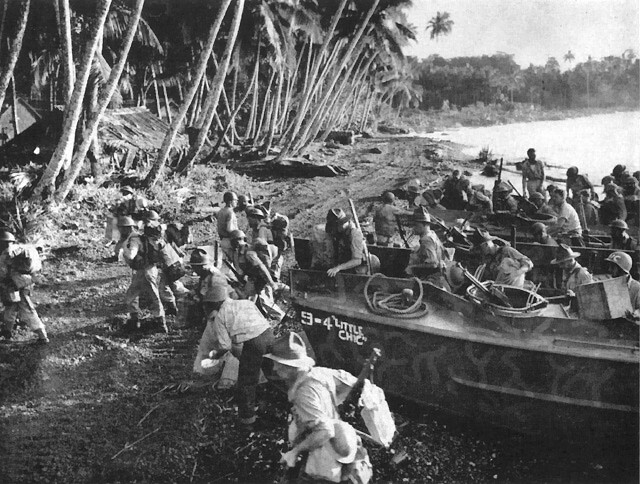
Новозеландские войска высаживаются на Велья-Лавелья

Когда в декабре 1941 года Японская империя начала боевые действия на Тихом океане, Новая Зеландия создала ещё один экспедиционный корпус, известный как «Новозеландские экспедиционные силы на Тихом океане». Эти силы пополнили гарнизоны на южнотихоокеанских островах. Формально они были объединены в 3-ю новозеландскую дивизию, но эта дивизия никогда не воевала как единое боевое соединение, входившие в её состав бригады действовали независимо.  В марте 1943 года штат дивизии составлял 17637 человек.
Части дивизии принимали участие в кампании на Соломоновых островах,  в битве за Велья-Лавелья на островах Нью-Джорджии, а также в сражении за острова Новой Британии.
Постепенно новозеландские части на Тихом океане были заменены американскими, а высвобождающийся персонал отправлялся либо в Италию, во 2-ю дивизию, либо восполнял нехватку рабочей силы на родине.
Планировалось, что новозеландская армия примет участие в так и не состоявшейся операции «Даунфол» (вторжении на собственно Японские острова). В 1945 году часть новозеландских войск, вернувшихся из Европы, участвовала в оккупации Южной Японии в составе Оккупационных сил Британского Содружества.
За время боев в Тихом океане дивизия потеряла 82 убитыми и 192 раненными.

## Война на море

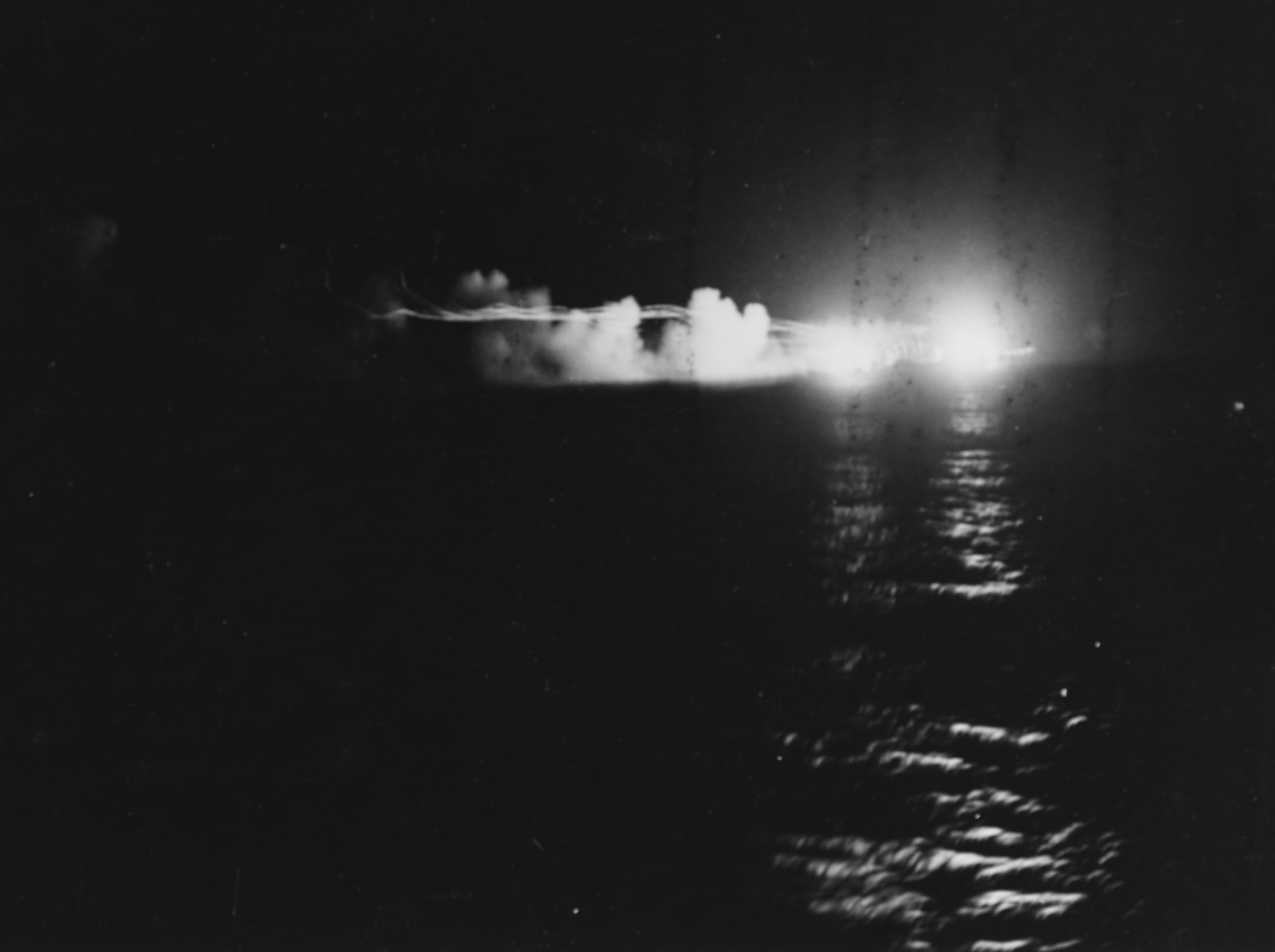
Новозеландский крейсер «Линдер» ведёт огонь по японскому крейсеру «Дзинцу» в ночном бою при Коломбангара

С самого начала войны Новозеландская дивизия Королевского военно-морского флота участвовала в боях наряду с прочими подразделениями КВМФ. 13 декабря 1939 года в бою у Ла-Платы новозеландский лёгкий крейсер «Ахиллес» участвовал в потоплении немецкого рейдера «Адмирал граф Шпее». 27 декабря 1941 года новозеландский лёгкий крейсер «Линдер» в районе Мальдивских островов уничтожил итальянский вспомогательный крейсер «Рамб I». 1 октября 1941 года король Георг VI даровал Новозеландской дивизии КВМФ название «Королевский новозеландский военно-морской флот».
Первым новозеландским кораблём, отправившимся против Японии, был тральщик «Гэйл», который 13 декабря 1941 года отплыл на Фиджи и прибыл туда к Рождеству. В январе 1942 за ним последовали тральщики «Рата» и «Муритай», а потом — корветы «Моа», «Киви» и «Туи», образовав флотилию тральщиков. Крейсера «Ахиллес», «Линдер» и «Моновай» были задействованы в качестве эскорта для судов, перевозивших войска через Тихий океан.
В январе 1943 года произошло событие, сильно поднявшее новозеландский боевой дух: дуэль «Киви» и «Моа» с японской подводной лодкой «I-1». Будучи не в силах причинить подлодке вред огнём, «Киви» трижды таранил её, лишив возможности погружаться, после чего «Моа» загнал её на риф.
В апреле 1943 года «Моа» был потоплен с воздуха в бухте Тулаги. «Туй» принял участие в потоплении японской подводной лодки «I-17», а затем вместе с «Киви» передислоцировался к Новой Гвинее. «Линдер» способствовал потоплению японского крейсера «Дзинцу» в бою у Коломбангара в ночь с 11 на 12 июля 1943 года, но при этом пострадал от японской торпедной атаки, и был вынужден отправиться в Окленд для ремонта.
В связи с тем, что оба новозеландских крейсера — и «Ахиллес», и «Линдер» — оказались повреждёнными, 22 сентября 1943 года в состав Новозеландского королевского флота из состава Британского королевского флота был передан крейсер «Гамбия». В 1944 году «Гамбия» принимал участие в обстреле Суматры, а в мае 1945, вместе с отремонтированным «Ахиллесом» — островов Сакисима.
В день капитуляции Японии «Гамбия» находился в районе Токио, и был атакован японским самолётом, не выполнившим условия капитуляции, но смог сбить его с помощью других кораблей. На церемонии подписания Акта о капитуляции Японии в Токийской бухте крейсер «Гамбия» представлял Новую Зеландию.

## ВВС

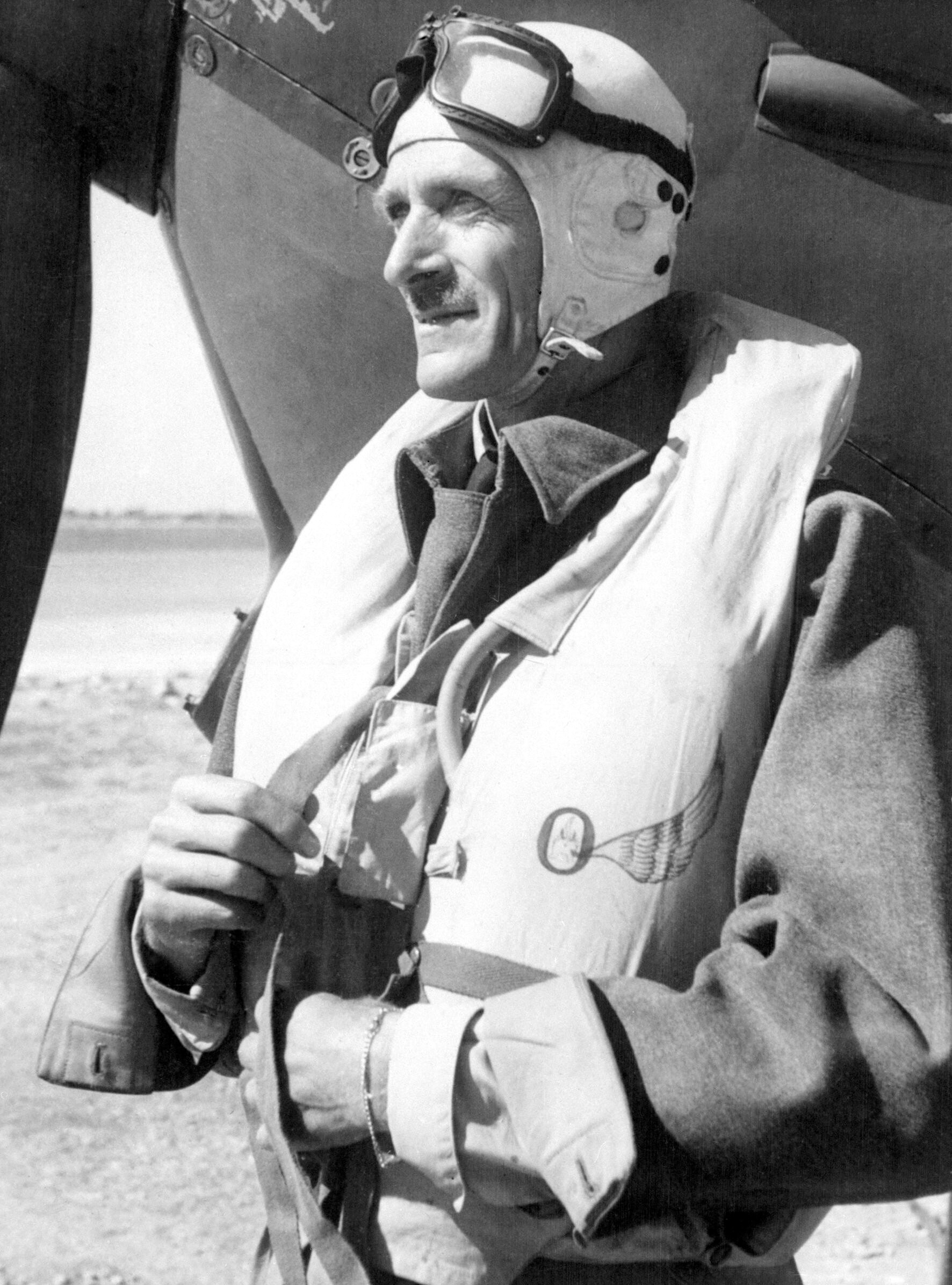
Вице-маршал авиации Кейт Парк — новозеландец, командовавший в 1940 обороной Лондона в ходе «Битвы за Британию»

Сразу после начала войны Новая Зеландия передала Великобритании 30 бомбардировщиков «Vickers Wellington», ожидавших отправки в Новую Зеландию. В связи с тем, что страна оказалась вдали от основных мест сражений, она вошла в План подготовки лётчиков Британского Содружества, и поэтому местные производители стали изготавливать или собирать такие учебные самолёты, как «De Havilland Tiger Moth», «Airspeed AS.10 Oxford» и «North American T-6 Texan», а Королевские новозеландские ВВС приобрели бывшие в употреблении бипланы «Hawker Hind» и «Vickers Vildebeest», а также такие специализированные учебные самолёты, как «Avro Anson» и «Supermarine Walrus». Лишь когда в водах, не столь удалённых от Новой Зеландии, стали появляться германские рейдеры, новозеландские военные власти стали задумываться об оснащении своих ВВС боевыми самолётами.
Прошедшие подготовку в Новой Зеландии экипажи вливались затем как в Королевские военно-воздушные силы Великобритании, так и в Воздушные силы флота Великобритании, и воевали на самых разных ТВД. Как минимум 78 из них стали асами.
Угроза со стороны германских рейдеров заставила заняться созданием боевых авиачастей, базирующихся в Новой Зеландии. Поначалу на их вооружении состояли переоборудованные учебные и гражданские самолёты, но с начала 1941 года на вооружение Королевских ВВС Новой Зеландии стали поступать бомбардировщики Lockheed Hudson. На Фиджи была размещена 5-я эскадрилья, на вооружении которой состояли Vickers Vildebeest и Short Singapore.
В декабре 1941 года в войну вступила Япония, и быстро захватила районы, лежавшие к северу от новозеландских владений. Пришлось задуматься об обороне собственно новозеландских островов. Находившиеся в Новой Зеландии тренировочные самолёты камуфлировались и вооружались, но это были недостаточные полумеры, и в марте-мае 1942 года взлетавшие с подводных лодок японские самолёты-разведчики свободно летали над Веллингтоном и Оклендом. В связи с тем, что Великобритания в тот момент была не в состоянии оказать помощь своему доминиону, Новая Зеландия была вынуждена обратиться за помощью к США и была включена в программу ленд-лиза.
Перевооружённые новозеландские ВВС вступили в бои над Тихим океаном в середине 1943 года, над Гуадалканалом. Когда американцы начали наступление, используя стратегию «лягушачьих прыжков», то на долю новозеландских ВВС выпала блокада обойдённых японских гарнизонов, делая для них невозможными прерывание линий снабжения Союзников.